# 1. Fußball- und Sportverein Mainz 05
L'1. FSV Mainz 05, nom complet, 1. Fußball- und Sportverein Mainz 05 e.V., és un club de futbol alemany de la ciutat de Magúncia (Mainz en alemany) a l'estat de Renània-Palatinat. El 2011 el club va inaugurar el seu nou estadi, el Coface Arena.

## Uniforme
- Uniforme titular: Samarreta vermella i mànigues blanques, pantalons i mitges blanques.
- Uniforme alternatiu: Samarreta amb línies verticals blanques i grises, pantalons i mitges negres.
- Tercer uniforme: Samarreta amb línies horitzontals negres i grogues verdoses, pantalons i mitges negres.

| 2009-10 | 2010-11 | 2011-12 | 2012-13 | 2013-14 | 2014-15 |  |

| 2015-16 | 2016-17 | 2017-18 | 2018-19 | 2019-20 | 2020-21 |

## Estadi
- 1929 - 2011: Stadion am Bruchweg
- A partir del 2011: Coface Arena.

## Jugadors

### Plantilla 2024-25
A 3 febrer 2025
| N. | Pos. | Nac. | Jugador                                  |
| -- | ---- | --- | ---------------------------------------- |
| 1  | POR  | [[Fitxer:Flag of Germany.svg\|23x15px\|border \|alt=Alemanya\|link=Selecció de futbol d'Alemanya\|{{#if:\|]]                                | Lasse Rieß                               |
| 2  | DEF  | [[Fitxer:Flag of Austria.svg\|23x15px\|border \|alt=Àustria\|link=Selecció de futbol d'Àustria\|{{#if:\|]]                                  | Phillipp Mwene                           |
| 3  | DEF  | [[Fitxer:Flag of Germany.svg\|23x15px\|border \|alt=Alemanya\|link=Selecció de futbol d'Alemanya\|{{#if:\|]]                                | Moritz Jenz (cedit pel VfL Wolfsburg)    |
| 5  | DEF  | [[Fitxer:Flag of Germany.svg\|23x15px\|border \|alt=Alemanya\|link=Selecció de futbol d'Alemanya\|{{#if:\|]]                                | Maxim Leitsch                            |
| 6  | MIG  | [[Fitxer:Flag of Japan.svg\|23x15px\|border \|alt=Japó\|link=Selecció de futbol del Japó\|{{#if:\|]]                                        | Kaishū Sano                              |
| 7  | MIG  | [[Fitxer:Flag of South Korea.svg\|23x15px\|border \|alt=Corea del Sud\|link=Selecció de futbol de Corea del Sud\|{{#if:\|]]                 | Lee Jae-sung                             |
| 8  | MIG  | [[Fitxer:Flag of Germany.svg\|23x15px\|border \|alt=Alemanya\|link=Selecció de futbol d'Alemanya\|{{#if:\|]]                                | Paul Nebel                               |
| 9  | DAV  | [[Fitxer:Flag of France (1794–1815, 1830–1974).svg\|23x15px\|border \|alt=França\|link=Selecció de futbol de França\|{{#if:\|]]             | Arnaud Nordin                            |
| 11 | DAV  | [[Fitxer:Flag of Germany.svg\|23x15px\|border \|alt=Alemanya\|link=Selecció de futbol d'Alemanya\|{{#if:\|]]                                | Armindo Sieb (cedit pel Bayern de Múnic) |
| 14 | MIG  | [[Fitxer:Flag of South Korea.svg\|23x15px\|border \|alt=Corea del Sud\|link=Selecció de futbol de Corea del Sud\|{{#if:\|]]                 | Hong Hyun-seok                           |
| 15 | DEF  | [[Fitxer:Flag of the United States.svg\|23x15px\|border \|alt=Estats Units d'Amèrica\|link=Selecció de futbol dels Estats Units\|{{#if:\|]] | Lennard Maloney                          |
| 16 | DEF  | [[Fitxer:Flag of Germany.svg\|23x15px\|border \|alt=Alemanya\|link=Selecció de futbol d'Alemanya\|{{#if:\|]]                                | Stefan Bell                              |

| N. | Pos. | Nac. | Jugador                       |
| -- | ---- | --- | ----------------------------- |
| 18 | MIG  | [[Fitxer:Flag of Germany.svg\|23x15px\|border \|alt=Alemanya\|link=Selecció de futbol d'Alemanya\|{{#if:\|]]                    | Nadiem Amiri                  |
| 19 | DEF  | [[Fitxer:Flag of France (1794–1815, 1830–1974).svg\|23x15px\|border \|alt=França\|link=Selecció de futbol de França\|{{#if:\|]] | Anthony Caci                  |
| 21 | DEF  | [[Fitxer:Flag of Germany.svg\|23x15px\|border \|alt=Alemanya\|link=Selecció de futbol d'Alemanya\|{{#if:\|]]                    | Danny da Costa                |
| 22 | DEF  | [[Fitxer:Flag of Austria.svg\|23x15px\|border \|alt=Àustria\|link=Selecció de futbol d'Àustria\|{{#if:\|]]                      | Nikolas Veratschnig           |
| 25 | DEF  | [[Fitxer:Flag of Norway.svg\|23x15px\|border \|alt=Noruega\|link=Selecció de futbol de Noruega\|{{#if:\|]]                      | Andreas Hanche-Olsen          |
| 27 | POR  | [[Fitxer:Flag of Germany.svg\|23x15px\|border \|alt=Alemanya\|link=Selecció de futbol d'Alemanya\|{{#if:\|]]                    | Robin Zentner                 |
| 29 | DAV  | [[Fitxer:Flag of Germany.svg\|23x15px\|border \|alt=Alemanya\|link=Selecció de futbol d'Alemanya\|{{#if:\|]]                    | Jonathan Burkardt (2n capità) |
| 30 | DEF  | [[Fitxer:Flag of Switzerland.svg\|23x16px\|border \|alt=Suïssa\|link=Selecció de futbol de Suïssa\|{{#if:\|]]                   | Silvan Widmer (capità)        |
| 31 | MIG  | [[Fitxer:Flag of Germany.svg\|23x15px\|border \|alt=Alemanya\|link=Selecció de futbol d'Alemanya\|{{#if:\|]]                    | Dominik Kohr                  |
| 33 | POR  | [[Fitxer:Flag of Germany.svg\|23x15px\|border \|alt=Alemanya\|link=Selecció de futbol d'Alemanya\|{{#if:\|]]                    | Daniel Batz                   |
| 41 | MIG  | [[Fitxer:Flag of Albania.svg\|23x15px\|border \|alt=Albània\|link=Selecció de futbol d'Albània\|{{#if:\|]]                      | Eniss Shabani                 |
| 44 | DAV  | [[Fitxer:Flag of Germany.svg\|23x15px\|border \|alt=Alemanya\|link=Selecció de futbol d'Alemanya\|{{#if:\|]]                    | Nelson Weiper                 |
| 47 | DEF  | [[Fitxer:Flag of Germany.svg\|23x15px\|border \|alt=Alemanya\|link=Selecció de futbol d'Alemanya\|{{#if:\|]]                    | Maxim Dal                     |